# Morositat
La morositat és la manca de pagament d'una obligació financera per part d'una persona física o jurídica després del venciment d'aquesta. Morós és aquella persona que està legalment reconeguda com a deutor. Cada país reconeix o no aquesta situació segons diferents criteris, en l'àmbit bancari espanyol per exemple, se sol aplicar a partir del tercer rebut impagat. Per a ser reconegut legalment com a morós ha d'obrar en poder d'ambdues parts un document legalment reconegut on el deutor estigui obligat a fer aquests pagaments per exemple: contractes de crèdits, contractes de targetes de crèdit, contractes de serveis telefònics, escriptures hipotecàries i escriptures de crèdit amb garanties hipotecàries, lletres de canvi, xecs o pagarés impagats.
D'haver lletres de canvi, xecs o pagarés correctament emesos i amb declaració d'equivalència (abans protest) es podrà instar un procediment cambiari (és a dir, un procediment executiu, fàcil i ràpid) que acabarà amb l'embargament del deutor. De no existir els esmentats documents el deute no existeix legalment i no es pot procedir contra el/la deutor/a.
Els morosos es solen incloure en fitxers automatitzats per donar suport a la presa de decisions en l'àmbit financer i creditici, aquests fitxers poden pertànyer a associacions bancàries, financeres o empreses privades. Les entitats consulten el fitxer quan una persona va a demanar un crèdit, o un finançament, o qualsevol altra operació que comporta un risc econòmic per a comprovar si la persona que ho sol·licita està al corrent en operacions similars amb altres entitats. És, per tant, un mecanisme d'informació.
Com a conseqüència això pot portar diversos i greus problemes, com la manca d'acceptació dels bancs a l'hora de fraccionar pagaments o sol·licitar crèdits o ajornaments a causa del risc que això suposa.
També a l'hora de contractar serveis d'empreses de telefonia mòbil